# Suntaži herrgård
Suntaži herrgård (lettiska: Suntažu muižas pils; tyska: Schloß Sunzel) är en herrgårdsbyggnad i det lettiska landskapet Vidzeme. Herrgården uppfördes under 1700-talet som en envåningsbyggnad men byggdes om under efterföljande sekel.
År 1909 restaurerades herrgården, efter en brand, av dåvarande ägaren, friherre Paul Johann Andreas Robert von Hanenfeldt.
Sedan 1952 har herrgården inrymt en gymnasieskola.